# Johana z Pfirtu
Johana z Pfirtu (1300 Basilej – 15. listopadu 1351 Vídeň) byla rakouská, štýrská a korutanská vévodkyně, dcera hraběte Oldřicha III. z Pfirtu.

## Život
Jana, jediná dcera alsaského hraběte a dědička jeho panství se za Habsburka Albrechta provdala zřejmě roku 1324 po otcově smrti. Svatební obřad proběhl v Thannu. Dle současníků byla Jana temperamentní dáma, ráda cestovala, zajímala se o politiku a umění.
Manžel Albrecht byl jedním ze šesti synů římského krále Albrechta I. a Alžběty Goricko-Tyrolské. Původně se měl věnovat církevní kariéře, dostalo se mu všestranného vzdělání. Do čela rodu se dostal v roce 1330 po smrti staršího bratra Fridricha a téhož roku v březnu byl postižen těžkou nemocí nebo otravou a ochrnul. Došlo minimálně k částečnému ochrnutí končetin, proto musel být přepravován v nosítkách.
Manželství bylo dlouho bezdětné. Až roku 1339 se narodil první potomek – vytoužený syn Rudolf. Jana zemřela dva týdny po porodu šestého dítěte – syna Leopolda. Je pohřbena společně s manželem v kartouze v Gamingu. Znázorněna je na vitrážích v Muri a v Königsfeldenu.

## Děti
- Rudolf IV. Habsburský (1. listopadu 1339 – 27. července 1365), rakouský a korutanský vévoda, hrabě tyrolský, ⚭ 1353 Kateřina Lucemburská (1342/43–1395)
- Kateřina (1342–1381), abatyše ve Vídni
- Markéta (1346–1366)
⚭ 1359 Menhard Bavorský (1344–1363), bavorský vévoda a tyrolský hrabě
⚭ 1364 Jan Jindřich Lucemburský (1322–1375)
- Fridrich III. (31. března 1347 – 10. prosince 1362), rakouský a korutanský vévoda
- Albrecht III. Habsburský (1348–1395), vévoda rakouský, štýrský, kraňský, korutanský a hrabě tyrolský
⚭ 1366 Alžběta Lucemburská (1358–1373)
⚭ 1375 Beatrix Norimberská (1360–1414)
- Leopold III. Habsburský (1351–1386), vévoda rakouský, korutanský, kraňský a štýrský, hrabě tyrolský, ⚭ 1365 Viridis Visconti (ok. 1350–1414)